# ريتشارد كورني
ريتشارد كورني (بالإنجليزية: Richard Cornish)‏ هو مؤرخ الفن أسترالي، ولد في 1942.